# Bagarinaggio

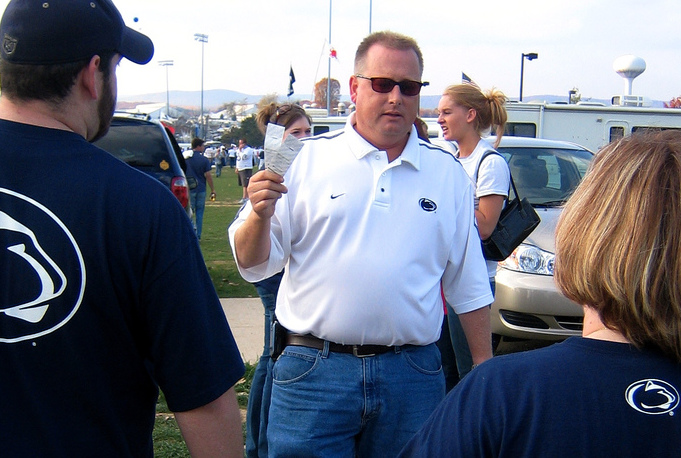
Un bagarino al lavoro

Il bagarinaggio, più raramente bagarinismo, è il fenomeno per cui i biglietti di un evento, in particolare concerti ed eventi sportivi, sono acquistati in blocco da un "bagarino" e poi rivenduti all'esaurimento dei posti disponibili a prezzo maggiorato, fruttando così un grosso guadagno allo stesso. Quando l'evento è però imminente oppure da poco iniziato, può capitare di imbattersi in un bagarino che sia disposto alla cessione del tagliando a un prezzo minore di quello nominale.
La pratica, illegale in molti Paesi, viene considerata da alcuni economisti liberisti una semplice applicazione del principio della libertà di mercato.

## Etimologia
Il termine deriva da una voce del lessico giudaico-romanesco del Settecento (attestato per la prima volta nel 1774), a sua volta derivante dall'arabo volgare  baggālīn (in arabo بقال‎?, baqqāl, "bottegaio, fruttivendolo").

## In Italia
Il bagarinaggio in Italia è legato soprattutto alle partite di calcio, presente da molti anni e, sebbene sia illegale la vendita maggiorata, è spesso tollerato. L'acquisto di biglietti da un bagarino può configurarsi come reato di incauto acquisto, tuttavia una sentenza della Corte di cassazione ha stabilito che, qualora i biglietti acquistati non abbiano provenienza illecita, non si possa configurare tale ipotesi di reato (va precisato tuttavia che la sentenza in parola si riferisce ad un fatto verificatosi prima dell'entrata in vigore della normativa che impone la vendita di biglietti recanti il nominativo dell'effettivo titolare).
I prezzi dei biglietti solitamente aumentano in modo sproporzionato rispetto al prezzo iniziale. Si è tentato di arginare il fenomeno, per quanto riguarda il bagarinaggio dei biglietti per le partite di calcio, attraverso l'adozione dei biglietti nominali: biglietti nei quali compare il nome dell'acquirente. Tale normativa, introdotta nel corso del 2006, si è rivelata tuttavia inefficace, vista la sua elastica applicazione e la scarsità dei controlli.
Il fenomeno del bagarinaggio è molto rilevante per quanto riguarda le manifestazioni teatrali e i concerti. Bastino come esempi i casi della "prima" della Scala di Milano e i concerti dei grandi della musica, i cui biglietti vengono rivenduti a prezzi sensibilmente gonfiati; il fenomeno si è esteso anche alla vendita tramite Internet.